# Best Ballads
Best Ballads is een compilatiealbum van de Amerikaanse band Toto.

## Muzikanten
- Steve Lukather - Elektrische gitaar en zang
- David Paich - Toetsen en zang
- Steve Porcaro - Toetsen en zang
- Mike Porcaro - Basgitaar
- David Hungate - Basgitaar
- Jeff Porcaro - Slagwerk
- Bobby Kimball - Zang
- Joseph Williams - Zang

## Tracklist
1. "A Secret Love" – (Steve Porcaro, David Paich, Bobby Kimball) – 3:07
2. "I'll Be Over You" – (Steve Lukather, Randy Goodrum) – 3:49
3. "Africa" – (David Paich, Jeff Porcaro) – 	4:54
4. "99" – (David Paich) – 5:13
5. "Mama" – (David Paich, Bobby Kimball) – 5:13
6. "Somewhere Tonight" – (Steve Lukather, David Paich, Jeff Porcaro) – 	3:42
7. "Takin' It Back" – (Steve Porcaro) – 3:45
8. "I Won't Hold You Back" – (Steve Lukather) – 4:56
9. "Anna" – (Steve Lukather, Randy Goodrum) – 4:54
10. "Georgy Porgy" – (David Paich) – 4:09
11. "Lea" – (Steve Porcaro) – 4:30
12. "It's a Feeling" – (Steve Porcaro) – 3:04
13. "Rosanna" – (David Paich) – 5:30
14. "Angela" – (David Paich) – 4:43
15. "Only You" – (Toto) – 4:22
16. "Out of Love" – (Jean-Michel Byron, Steve Lukather) – 5:54
17. "2 Hearts" – (Steve Lukather) – 5:02